# Drogone di Metz
Drogone, conosciuto anche come Dreux o Drogo (17 giugno 801 – Metz, 8 dicembre 855), fu uno dei figli illegittimi dell'imperatore franco Carlo Magno, che questi aveva avuto dalla concubina Regina. Fu vescovo di Metz.

## Biografia
Dal momento che egli era uno dei pochi figli ad essere sopravvissuto al padre, Drogone aveva delle prospettive molto favorevoli di salire al potere; solamente uno dei figli maggiori di Carlo Magno era ancora in vita e si premurò di assicurarsi che i suoi oppositori fossero placati.
Drogo divenne chierico nell'818, abate di Luxeuil nell'820 ed infine ascese alla cattedra vescovile di Metz nell'823 e nell'834 divenne arcicanonico, mantenendo tale carica per tutta la sua vita.
Il fratello minore, Ugo, fu ordinato sacerdote anch'esso e divenne abate nonché cancelliere. Drogo rimase estremamente leale al fratellastro, Ludovico il Pio, e riuscì ad ottenere grande potere durante il suo regno; egli diresse il concilio di Thionville; la sua influenza incominciò a diminuire alla morte di Ludovico ed infine precipitò quando spirò il fratello Ugo nell'844.
Ciononostante nell'844 fece parte, con altri ecclesiastici e dignitari imperiali, del seguito di Ludovico II, inviato a Roma dal padre Lotario, per incontrare papa Sergio II e dirimere la controversia originata dalla consacrazione ed intronizzazione papale di quest'ultimo, che erano avvenute senza attendere il consenso dell'imperatore.
Egli riuscì poi a completare la compilazione del Messale di Drogo, così chiamato in suo onore.
Nell'852 fece traslare le reliquie di San Celeste di Metz a Marmoutier, insieme a quelle di sant'Autore.
Drogone è seppellito nella chiesa abbaziale di Sant'Arnolfo a Metz.
Informazioni a proposito di Drogone, vescovo di Metz, possono essere rinvenute negli Annali Bertiniani, anno 839:

## Successione apostolica
La successione apostolica è:
- Arcivescovo Oscar di Brema, O.S.B. (831)

## Ascendenza
|                  |   |                     | Genitori               |  |  | Nonni |  |  | Bisnonni       |  |  | Trisnonni         |  |
|                  |   |                     |                        |  |  |       |  |  | Carlo Martello |  |  | Pipino di Herstal |  |
|                  |   |                     |                        |  |  |       |  |  | Carlo Martello |  |  | Pipino di Herstal |  |
|                  |   | Alpaïde di Bruyères |                        |  |  |       |  |  | Carlo Martello |  |  |                   |  |
| Pipino il Breve  |   |                     |                        |  |  |       |  |  | Carlo Martello |  |  |                   |  |
|                  |   | Rotrude di Treviri  | Lamberto II di Hesbaye |  |  |       |  |  |                |  |  |                   |  |
|                  |   | Rotrude di Treviri  | Lamberto II di Hesbaye |  |  |       |  |  |                |  |  |                   |  |
|                  |   | Rotrude di Treviri  | Clotilde               |  |  |       |  |  |                |  |  |                   |  |
| Carlo Magno      |   | Rotrude di Treviri  |                        |  |  |       |  |  |                |  |  |                   |  |
|                  |   | Cariberto di Laon   | ?                      |  |  |       |  |  |                |  |  |                   |  |
|                  |   | Cariberto di Laon   | ?                      |  |  |       |  |  |                |  |  |                   |  |
|                  |   | Cariberto di Laon   | Bertrada di Prüm       |  |  |       |  |  |                |  |  |                   |  |
| Bertrada di Laon |   | Cariberto di Laon   |                        |  |  |       |  |  |                |  |  |                   |  |
|                  |   | Gisella di Laon     | ?                      |  |  |       |  |  |                |  |  |                   |  |
|                  |   | Gisella di Laon     | ?                      |  |  |       |  |  |                |  |  |                   |  |
|                  |   | Gisella di Laon     | ?                      |  |  |       |  |  |                |  |  |                   |  |
| Drogone di Metz  |   | Gisella di Laon     |                        |  |  |       |  |  |                |  |  |                   |  |
|                  | … | …                   |                        |  |  |       |  |  |                |  |  |                   |  |
|                  | … | …                   |                        |  |  |       |  |  |                |  |  |                   |  |
|                  | … | …                   |                        |  |  |       |  |  |                |  |  |                   |  |
| …                | … |                     |                        |  |  |       |  |  |                |  |  |                   |  |
|                  |   | …                   | …                      |  |  |       |  |  |                |  |  |                   |  |
|                  |   | …                   | …                      |  |  |       |  |  |                |  |  |                   |  |
|                  |   | …                   | …                      |  |  |       |  |  |                |  |  |                   |  |
| Regina           |   | …                   |                        |  |  |       |  |  |                |  |  |                   |  |
|                  |   | …                   | …                      |  |  |       |  |  |                |  |  |                   |  |
|                  |   | …                   | …                      |  |  |       |  |  |                |  |  |                   |  |
|                  |   | …                   | …                      |  |  |       |  |  |                |  |  |                   |  |
| …                |   | …                   |                        |  |  |       |  |  |                |  |  |                   |  |
|                  |   | …                   | …                      |  |  |       |  |  |                |  |  |                   |  |
|                  |   | …                   | …                      |  |  |       |  |  |                |  |  |                   |  |
|                  |   | …                   | …                      |  |  |       |  |  |                |  |  |                   |  |
|                  |   | …                   |                        |  |  |       |  |  |                |  |  |                   |  |